# Kapelle St. Wendelin (Wagen)

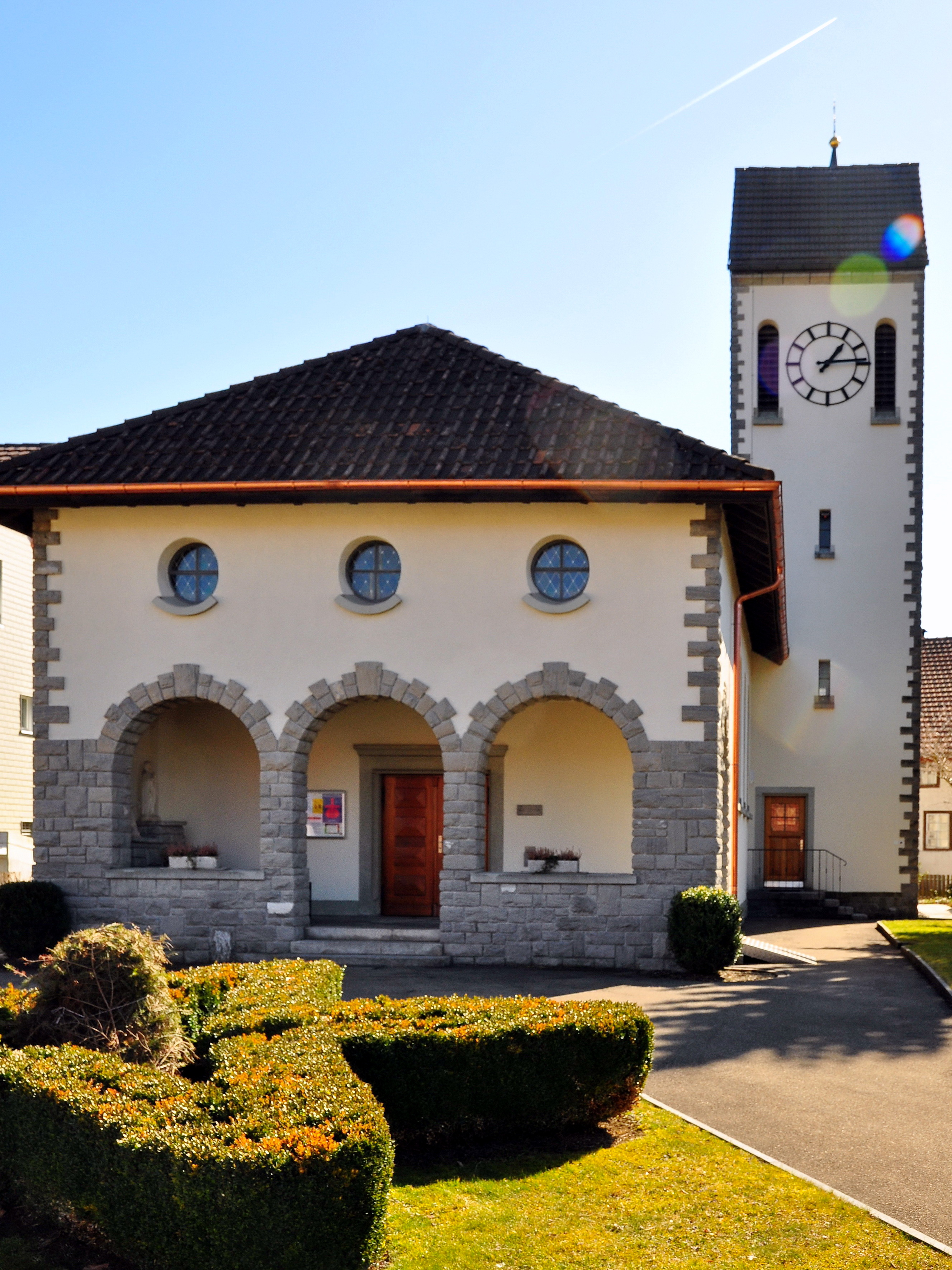
Kapelle St. Wendelin

Die Kapelle St. Wendelin ist eine römisch-katholische Kapelle in Wagen, einem Ortsteil der Schweizer Gemeinde Rapperswil-Jona im Kanton St. Gallen.

## Lage

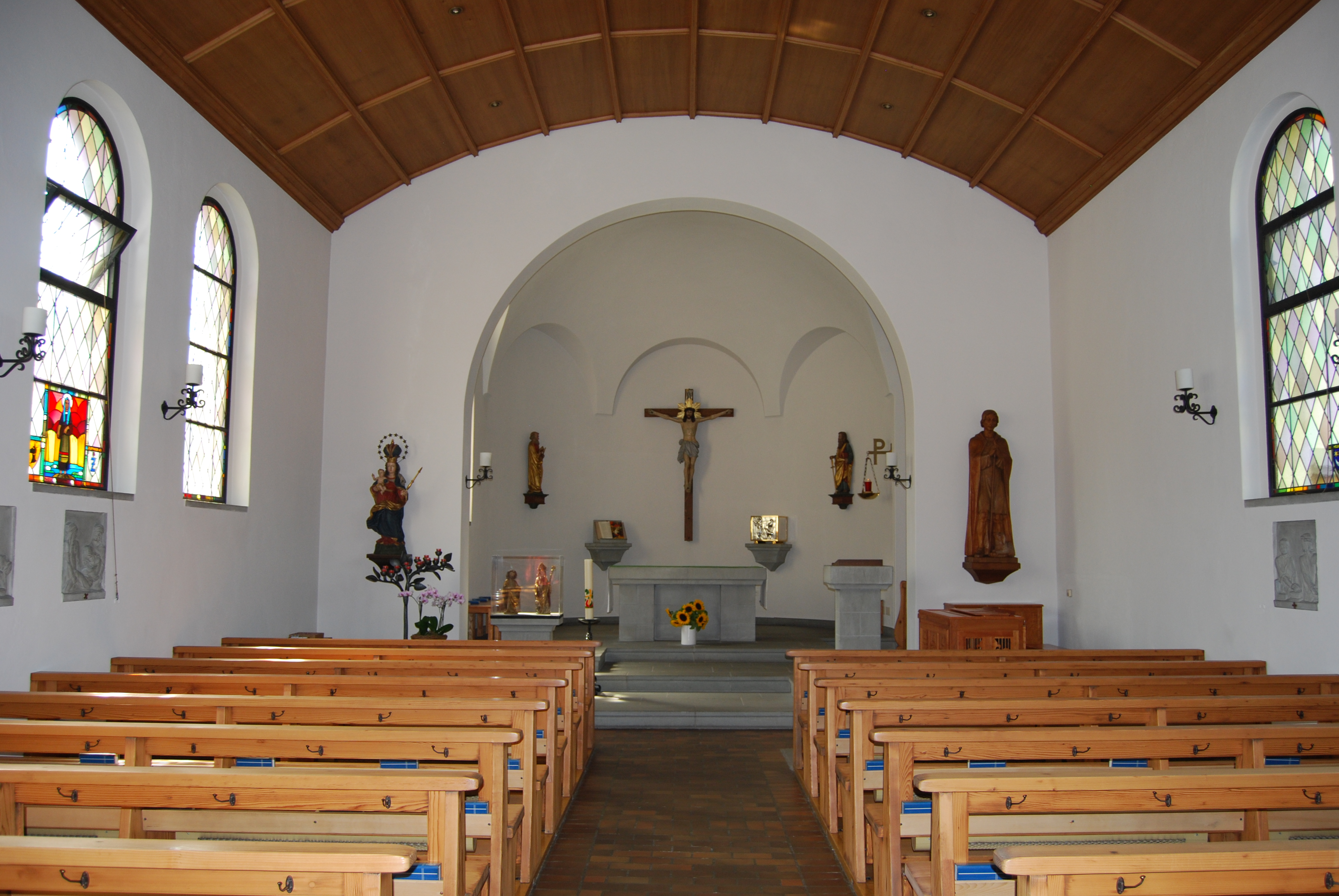
Innenansicht

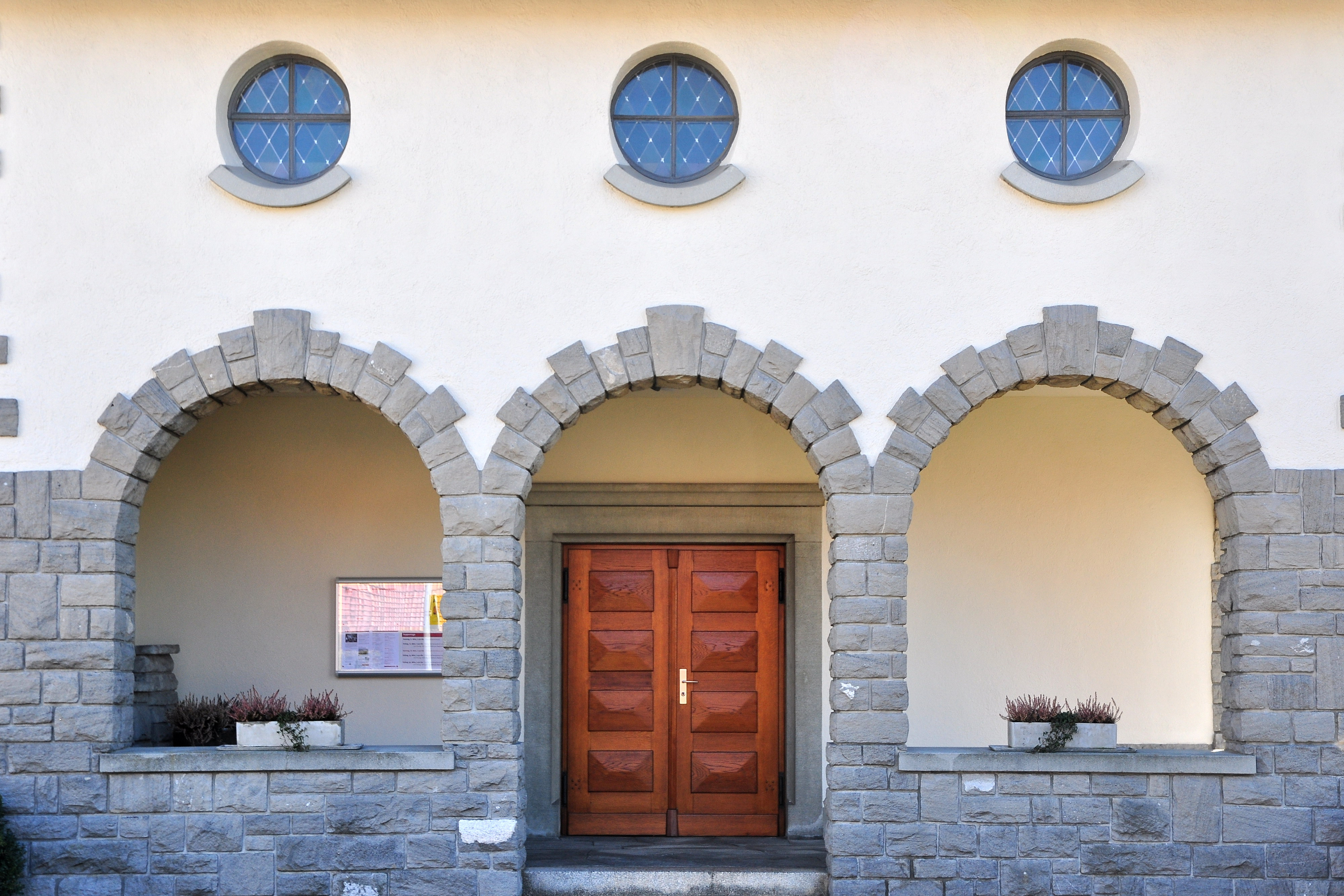
Eingangsbereich

Die Kapelle liegt ausserhalb von Jona im Zentrum der Ortschaft Wagen an der Rickenstrasse nach Eschenbach.

## Baugeschichte
Die Ortschaft Wagen ist erstmals 870 erwähnt und war bis 1819 Bestandteil der Rapperswiler Hofgemeinde Jona. Kirchherr war der  Fürstabt von Einsiedeln, der sich mit den Klöstern Wurmsbach und Pfäfers die Grundherrschaft teilte. Der erste Kirchenbau dürfte im 11. Jahrhundert entstanden sein. Seit dem 14. Jahrhundert bildete Wagen – im Gegensatz zu den umliegenden Filialkirchen der Grosspfarrei Busskirch – eine dem Benediktinerkloster Einsiedeln inkorporierte Pfarrei. 1698 wurde das kleine Kirchengebäude dem heiligen Wendelin geweiht. Nach der Gründung des Kantons St. Gallen wurden die Rechtsverhältnisse zwischen Wagen und Einsiedeln aufgelöst, und ab 1804 verwaltete eine Kapellgenossenschaft die Finanzen und war für den Unterhalt der Kapelle verantwortlich.
1951 wurde das alte Kirchengebäude durch einen Neubau des Architekten Joseph Steiner aus Schwyz ersetzt. In den 1960er-Jahren erfolgte eine Neugestaltung der Ausstattung nach Plänen des Architekten Norbert Bühler aus Jona. Der neue Zelebrationsaltar wurde am Ostermontag 1980 eingesegnet. Die Innenrestaurierung der Dorfkapelle im Sommer 1998 umfasste die Reinigung der stark verschmutzten Wände, der Holzdecke, der Fenster und Figuren sowie Malerarbeiten.